# Стумбур, Эдвин Александрович
Э́двин Алекса́ндрович Стумбур (22 сентября 1924—2003) — советский и российский физик. Доктор физико-математических наук (1970). Научный руководитель проектирования и сооружения первого в СССР реактора на быстрых нейтронах с жидкометаллическим охлаждением БР-2. Автор первой в СССР книги по теории возмущений в ядерных реакторах (1976).

## Биография
Эдвин Стумбур родился 22 сентября 1924 года.
С 1950 года работал в Физико-энергетическом институте (ФЭИ) в Обнинске. Последовательно занимал должности заведующего лабораторией (с 1959), начальника отдела (с 1977), старшего научного сотрудника (с 1980).
Стумбур вошёл в неформальную группу ФЭИ, которая с подачи директора института Дмитрия Блохинцева занялась изучением возможностей использования атомной энергии в космосе. Идеологом группы был Игорь Бондаренко. Юрий Стависский занимался главным образом ракетными двигателями, тяга в которых создаётся «ионным движителем», питающимся энергией от космической атомной электростанции. Виктор Пупко, впоследствии ставший начальником отделения космической техники ФЭИ, занимался организационной работой. Эдвин Стумбур в этой группе проводил экспериментальные исследования наземных моделей ядерных реакторов космических установок.
В 1970 году защитил диссертацию на соискание учёной степени доктора физико-математических наук.
Основные работы в области ядерно-физических исследований, связанных с проектированием и сооружением ядерных энергетических установок (ЯЭУ). Участвовал в создании твэл и системы управления и защиты реактора (СУЗ) для Обнинской АЭС (1951—1953). Был научным руководителем (1953—1955) проектирования и сооружения первого в СССР реактора на быстрых нейтронах с жидкометаллическим охлаждением (БР-2) и первым главным инженером (1955—1956) установки. Руководил физическими исследованиями при создании космических ЯЭУ (1957—1972), участвовал в создании и пуске реактора БН-600.
Автор первой в СССР книги по теории возмущений в ядерных реакторах (1976).
Художник-любитель.
Умер в 2003 году.

### Монографии
- Теоретические и экспериментальные проблемы нестационарного переноса нейтронов / Под ред. В. В. Орлова, Э. А. Стумбура. — М.: Атомиздат, 1972. — 352 с.
- Стумбур Э. А. Применение теории возмущений в физике ядерных реакторов. — М.: Атомиздат, 1976. — 128 с.
- Стумбур Э. А. Роль моделирования в техническом творчестве: (Методологический аспект). — Обнинск: ФЭИ, 1990. — 39 с.